# David Berg
David Brandt Berg (követői számára ismert volt mint Dávid király, Mo, Dávid Mózes, Dávid atya; 1919. február 18. – 1994. október 1.) az Isten gyermekei nevű új vallási mozgalom alapítója és vezetője. Közössége, amelyet 1968-ban alapított a dél-kaliforniai fiatalok körében, azzal vált ismertté, hogy a szexualitást beépítette a keresztény spirituális üzenetébe. Később őt és szervezetét szexuális visszaélések széles skálájával vádolták, többek között gyermekek szexuális zaklatásával.

## Élete
Egy keresztény evangélista gyermekeként született. Három gyermek közül ő volt a legfiatalabb. Apjához hasonlóan a protestáns, evangelikál közösség, a Keresztény és Missziós Szövetség lelkésze lett  és és Arizonában helyezték el. Végül kizárták a szervezetből az eltérő nézetei, a tanításbeli különbségek miatt és egy 17 éves női taggal szembeni állítólagos szexuális magatartása miatt. 1954-től barátja, Fred Jordan misszionáriusi iskolájában dolgozott Floridában. 
Prédikátorként 1968-ban kezdett foglalkozni „hippikkel”, és feleségével együtt megalapította a Teens for Christ néven ismert csoportot, amely a kaliforniai Huntington Beach egyik kávézójában gyűlt össze.
Feleségétől 1970 körül elvált és Karen Zerbyt vette el, aki előző évben csatlakozott a csoportjához.
Az 1970-es évek elejétől elvonultan élt, holléte ismeretlen volt, de prófétai vezetőként levelek útján kommunikált követőivel és a nyilvánossággal. Írásai gyakran szélsőségesek és megalkuvást nem tűrőek voltak, az általa gonosznak vélt intézmények és dolgok, például a nagyegyházak, a pedofíliatörvények, a kapitalizmus és a zsidók elítélésében. Nyíltan antiszemita volt.
Követői „Moses“ (Mózes), később „ King David” (Dávid király), „Moses David“ (Mózes Dávid) vagy csak „MO“ néven emlegették. Berg hitte, hogy ő a Bibliában megjövendölt végidőbeli „Dávid király”.
1971 óta bujkált. Feltételezik róla, hogy hamis ausztrál útlevelet használt. Azok az országok és helyek, ahol az évek során élt és látogatást tett: Izrael, Ciprus, USA, Anglia, Franciaország, Spanyolország (Kanári-szigetek, Madrid), Portugália, Svájc, Dél-Afrika, Fülöp-szigetek, Sri Lanka, Szingapúr, Japán, Kanada.
1994 novemberében halt meg ismeretlen okok következtében Portugáliában. Costa de Caparicában temették el.
1994-ben bekövetkezett halála után második felesége, Karen Zerby vezette tovább a szervezetét.